# هوشنگ کمانگر
هوشنگ کمانگر سیاست‌مدار ایرانی بود، که در  دوره بیست و یکم   بعنوان نماینده سنندج در مجلس شورای ملی حضور داشت.